# Institut national de météorologie (Brésil)
Pour les articles homonymes, voir Institut national de météorologie.
L'Institut national de météorologie,,, (portugais : Instituto Nacional de Meteorologia), abrégé INMET, est une agence du ministère de l'Agriculture, de l'Élevage et de l'Approvisionnement alimentaire (MAPA) du Brésil chargée du service météorologique. L'un de ses directeurs antérieurs, Antonio Divino Moura, fut premier vice-président de l'Organisation météorologique mondiale.

## Histoire et mission
L’Institut national de météorologie fut créé par le décret no 7672 du 18 novembre 1909, signé par le président Nilo Procópio Peçanha, pour colliger des informations météorologiques et climatologiques fiables pour le secteur agricole, les médias et la société. Il était alors sous la juridiction du ministère de l'Agriculture, de l'Industrie et du Commerce et prenait le nom de Observatoire de la météorologie et de l'astronomie.  Au cours de son existence, l'Institut a changé plusieurs fois de nom et c'est avec la loi no 8490 du 19 novembre 1992 qu'il prit nom actuel.
Cette agence représente le Brésil auprès de l'Organisation météorologique mondiale (OMM) et joue le rôle de Centre régional de télécommunications de données météorologiques des pays d'Amérique du Sud (RTH), en interconnectant les services météorologiques avec le Centre météorologique mondial aux États-Unis.

## Organisation
Le siège-social d'INMET dans la capitale de Brasilia s'occupe des services centraux comme l'informatique, les télécommunications, la réception des données des satellites et radars météorologiques. Le pays est ensuite divisé en 10 districts de météorologie, chacun responsable pour l'installation, l'exploitation et la maintenance de son réseau de stations météorologiques (automatiques et humaines, stations de radiosondage, etc.). Ces districts sont ceux de :
- Manaus
- Belém
- Recife
- Salvador de Bahia
- Belo Horizonte
- Rio de Janeiro
- São Paulo
- Porto Alegre
- Cuiabá
- Goiânia

## Prévisions
En 2012, INMET a mis à jour ses modèles de prévision numérique du temps pour mieux prévoir le temps pour le public, l'industrie, l'agriculture et la navigation. Ils comprennent les modèles MBAR avec résolution horizontale de 10 km et COSMO à 7 km, couvrant l'ensemble du territoire national et la majeure partie du territoire des Amériques, ainsi que le modèle COSMO de haut résolution (2,8 km) couvrant le cœur industriel du sud du pays dont les états de Rio Grande do Sul, Paraná et Santa Catarina.

## Avertissements

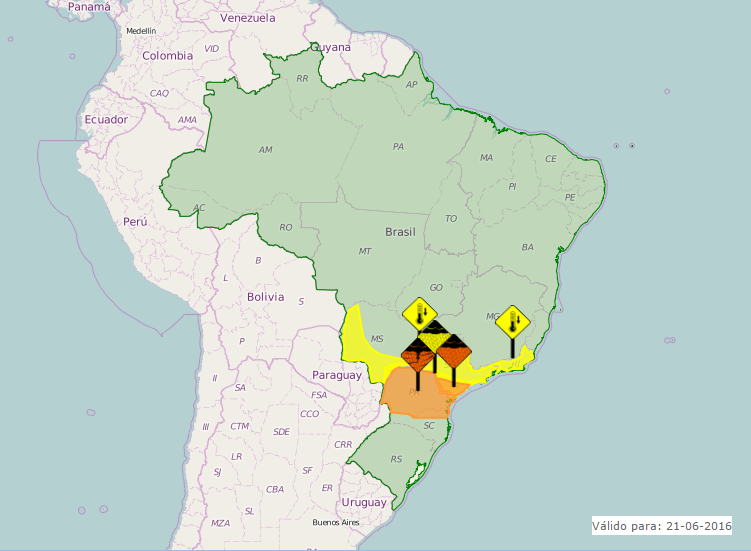
Carte d’Alert-AS.

Afin d'alerter la population sur les éventuels phénomènes météorologiques violents, l'INMET émet des alertes météorologiques. Dernièrement, le système Alert-AS, similaire à la Vigilance météorologique de Météo France, fut institué. Le système utilise le format xml Common Alerting Protocol (CAP) qui, en plus d'être choisi par l'Organisation météorologique mondiale (OMM), est également très bien accepté par d'autres institutions et diffuseurs d'alertes sur ordinateurs et appareils mobiles. Le Brésil est l'un des rares pays à avoir mis en place cette norme d'alertes, et ce, indépendamment et sans l'aide d'autres pays qui ont déjà la technologie des systèmes d'alerte standard.